# Breaking the Spell: Religion as a Natural Phenomenon
Breaking the Spell: Religion as a Natural Phenomenon est un livre de 2006 du philosophe et scientifique spécialiste des sciences cognitives Daniel Dennett, dans lequel l'auteur soutient que la religion a besoin d'une analyse scientifique afin que sa nature et son avenir soient mieux compris. La parole qui nécessite d'être mise à mal n'est pas la croyance religieuse elle-même, mais la croyance qu'il serait interdit de l'évaluer avec une démarche scientifique. 

## Synopsis
Le livre est divisé en trois parties. La définition que donne Dennett des religions est: « les systèmes sociaux dont les participants avouent leur croyance en un ou des êtres surnaturels, dont l'approbation doit être recherchée ». Il note que cette définition est « un point de départ, pas quelque chose de gravé dans la roche ». 

### Partie I
La partie I traite de la motivation et de la justification de l'ensemble du projet: la science peut-elle étudier la religion? La science devrait-elle étudier la religion? 

### Partie II
Après avoir répondu par l'affirmative, la partie II utilise les outils de la biologie évolutive et de la mémétique pour suggérer des théories possibles concernant l'origine de la religion et l'évolution ultérieure des religions modernes à partir des anciennes croyances populaires. 

### Partie III
La troisième partie analyse la religion et ses effets dans le monde d'aujourd'hui: la religion nous rend-elle morale ? La religion donne-t-elle un sens à la vie ? Que devons-nous enseigner aux enfants ? Dennett fonde une grande partie de son analyse sur des preuves empiriques, bien qu'il souligne souvent que beaucoup plus de recherches dans ce domaine sont nécessaires. 

## Réception critique
Le livre a reçu des critiques différentes de divers médias grand public. 
Andrew Brown, du Guardian, décrit l'ouvrage comme donnant « un compte rendu très puissant et lucide des raisons pour lesquelles nous devons étudier le comportement religieux en tant que phénomène humain ». 
Dans Scientific American, George Johnson décrit le principal tirage du livre comme étant « une synthèse nette d'une bibliothèque de recherches évolutionnistes, anthropologiques et psychologiques sur l'origine et la propagation de la religion ». 
Dans The New Yorker, le biologiste évolutionniste H. Allen Orr décrit le livre comme « un compte rendu accessible de ce que l'on pourrait appeler l'histoire naturelle de la religion ».

## Voir également
- Sciences des religions
- Psychologie évolutionniste de la religion